# João Bernardo Vieira

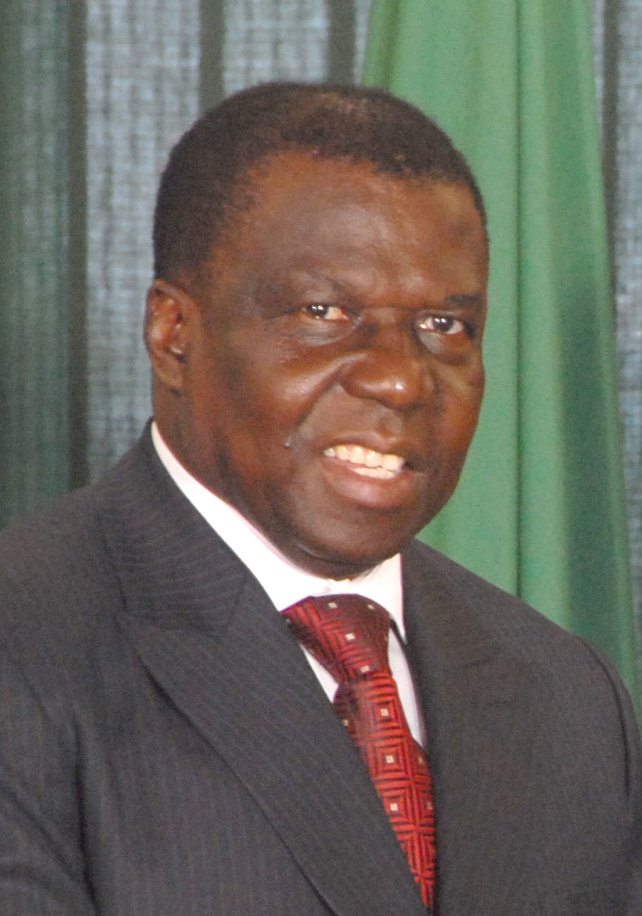
João Bernardo Vieira

João Bernardo ("Nino") Vieira (Bissau, 27 april 1939 – aldaar, 2 maart 2009) was president van Guinee-Bissau van 1980 tot 1999 en van 2005 tot zijn dood.

## Levensloop
Vieira was beroepshalve elektricien en sloot zich in 1960 aan bij de onafhankelijkheidsbeweging Partido Africano da Indepencia da Guinea e Cabo Verde (PAIGC), die vanaf 1962 een guerrillaoorlog tegen Portugal voerde. Hij kreeg zijn militaire opleiding vanaf 1960 in China. Na de eenzijdige onafhankelijkheidsverklaring van 1973, werd hij minister van Defensie en afgevaardigde (en tot 1978 voorzitter) in de Nationale Vergadering. In 1978 werd hij eerste minister en legercommandant. Bij een geweldloze staatsgreep in november 1980 werd president Luís de Almeida Cabral afgezet en werd Vieira, als voorzitter van een negenkoppige revolutionaire raad, zelf staatshoofd.
Na een poging tot staatsgreep in juni 1998 werd het land in een korte maar hevige burgeroorlog gestort tussen getrouwen van Vieira en getrouwen van rebellenleider Ansumane Mané. In mei 1999 werd Vieira verslagen en zocht hij zijn onderkomen in de Portugese ambassade. Hij ging in ballingschap in Portugal. In 2005 keerde hij terug om deel te nemen aan de presidentsverkiezingen, die hij ook won, waardoor hij voor een tweede keer president werd.
In november 2008 werd het presidentiële paleis aangevallen door rebellerende soldaten in een poging tot een staatsgreep. Vieira kreeg daarop een persoonlijke beveiligingsdienst van 400 soldaten. In januari 2009 werd deze beveiligingsdienst beschuldigd van het plegen van een moordaanslag op het hoofd van het leger Tagme Na Waie. Op 2 maart vond een bomaanslag plaats op het legerkwartier, waarbij Na Waie werd gedood. Rebellerende soldaten trokken daarop naar het huis van president Vieira en schoten hem dood, vermoedelijk omdat Vieira opdracht had gegeven Na Waie te liquideren.